# Schiffdorf
Schiffdorf est une ville allemande située au nord du pays, dans l'arrondissement de Cuxhaven du Land de Basse-Saxe.

## Géographie
Schiffdorf est située dans le nord de l'Allemagne, à l'est de Bremerhaven.

## Évolution démographique
| Année     | 1987   | 1992   | 1997   | 2002   | 2007   | 2008   | 2009   | 2010   | 2011   |
| --------- | ------ | ------ | ------ | ------ | ------ | ------ | ------ | ------ | ------ |
| Habitants | 11 278 | 11 859 | 12 962 | 14 038 | 13 981 | 14 029 | 14 018 | 14 008 | 14 001 |

## Quartiers
| Blason de la commune | Blasons des neuf quartiers | Blasons des neuf quartiers | Blasons des neuf quartiers | Blasons des neuf quartiers | Blasons des neuf quartiers | Blasons des neuf quartiers | Blasons des neuf quartiers | Blasons des neuf quartiers | Blasons des neuf quartiers |
| -------------------- | -------------------------- | -------------------------- | -------------------------- | -------------------------- | -------------------------- | -------------------------- | -------------------------- | -------------------------- | -------------------------- |
| Schiffdorf (Commune) | Schiffdorf                 | Spaden                     | Bramel                     | Laven                      | Wehden                     | Sellstedt                  | Wehdel                     | Altluneberg                | Geestenseth                |